# Tamás Kaszap
Tamás Kaszap (ur. 21 marca 1991 w Sencie) – węgierski siatkarz, reprezentant Węgier, grający na pozycji rozgrywającego.

## Sukcesy klubowe

### Jako siatkarz
Puchar Węgier:
- 2009, 2010, 2011

Liga węgierska:
- 2009, 2010, 2011

MEVZA - Liga Środkowoeuropejska:
- 2013

Liga austriacka:
- 2014
- 2013

Puchar Austrii:
- 2014

Liga egipska:
- 2019

### Jako trener
Liga szwedzka:
- 2023[3]